# Tour de France 2010/6. Etappe
Die 6. Etappe der Tour de France 2010 am 9. Juli führte über 227,5 km von Montargis nach Gueugnon. Es war das längste Teilstück dieser Austragung. Auf dieser flachen Etappe gab es drei Sprintwertungen sowie vier Bergwertungen der 4. Kategorie. Wie am Vortag gingen 188 der 198 gemeldeten Teilnehmer an den Start.

## Rennverlauf
Nach rund sieben Kilometern neutralisierter Fahrt wurde um 12:02 Uhr der reale Start gegeben. Schon kurz darauf konnte sich eine Dreiergruppe bestehend aus Mathieu Perget, Sebastian Lang und Rubén Pérez absetzen. Lang gewann die erste Sprintwertung, Perget die ersten beiden Bergwertungen. Der Vorsprung der Gruppe wuchs unterdessen auf etwa acht Minuten.
Im Feld stürzte Iñaki Isasi, konnte aber weiterfahren. Währenddessen leistete das Team HTC-Columbia, unterstützt vom Team Saxo Bank, die Nachführarbeit und konnte so den Abstand in der Folge wieder etwas verkürzen. An der Spitze des Rennens gewann Sebastian Lang auch die zweite Sprintwertung und kurz darauf Mathieu Perget auch die dritte Bergwertung. Kurz vor der dritten Sprintwertung, die Rubén Pérez gewann, kamen im Feld erneut mehrere Fahrer zu Fall.
Vor der letzten Bergwertung betrug der Vorsprung des Trios nur noch wenige Sekunden. Der Franzose Dimitri Champion schloss zur Spitzengruppe auf, Perget sprintete aus dieser Gruppe aber nach vorne und sicherte sich auch die letzte Bergwertung. Damit brachte er sich bis auf einen Punkt an den Führenden dieser Wertung, Jérôme Pineau, heran. Währenddessen stürzte im Feld mit David de la Fuente ein weiterer Fahrer. Kurz darauf gesellte sich auch noch Anthony Charteau zur Spitzengruppe, die nun fünf Fahrer umfasste, aber weiterhin nur wenige Sekunden vor dem Feld fuhren. Erst zehn Kilometer vor dem Ziel wurde die Gruppe vom Feld eingeholt.
Nun zogen die Sprinterteams den Sprint an, den der Vortagessieger Mark Cavendish vor Tyler Farrar und Alessandro Petacchi erneut für sich entscheiden konnte. Petacchi konnte dadurch seinen Rückstand in der Wertung für das Grüne Trikot auf Hushovd, der nur Zehnter wurde, verkürzen.
Nach dem Rennen kam es zu Handgreiflichkeiten zwischen Rui Costa und Carlos Barredo, in denen auch eine Felge zum Einsatz kam. Das Vergehen wurde lediglich mit einer Geldstrafe geahndet. Robbie McEwen, der sich bereits auf der ersten Etappe eine Sturzverletzung zugezogen hatte, wurde hinter der Ziellinie von einem vor sein Rad gelaufenen Journalisten bei Tempo 60 erneut zu Fall gebracht. Er setzte die Tour trotz seiner Verletzungen fort. Der Journalist wurde anschließend für einen Tag suspendiert.

## Sprintwertungen
- 1. Zwischensprint in Saint-Fargeau (Kilometer 47) (194 m)

| Erster  | Sebastian Lang | 6 Pkt. |
| Zweiter | Rubén Pérez    | 4 Pkt. |
| Dritter | Mathieu Perget | 2 Pkt. |
- 2. Zwischensprint in Moulins-Engilbert (Kilometer 163) (238 m)

| Erster  | Sebastian Lang | 6 Pkt. |
| Zweiter | Mathieu Perget | 4 Pkt. |
| Dritter | Rubén Pérez    | 2 Pkt. |
- 3. Zwischensprint in Luzy (Kilometer 195,5) (290 m)

| Erster  | Rubén Pérez    | 6 Pkt. |
| Zweiter | Sebastian Lang | 4 Pkt. |
| Dritter | Mathieu Perget | 2 Pkt. |
- Ziel in Gueugnon (Kilometer 227,5) (262 m)

| Erster   | Mark Cavendish         | 35 Pkt. |
| Zweiter  | Tyler Farrar           | 30 Pkt. |
| Dritter  | Alessandro Petacchi    | 26 Pkt. |
| Vierter  | Robbie McEwen          | 24 Pkt. |
| Fünfter  | Gerald Ciolek          | 22 Pkt. |
| Sechster | Sébastien Turgot       | 20 Pkt. |
| Siebter  | José Joaquín Rojas Gil | 19 Pkt. |
| Achter   | Edvald Boasson Hagen   | 18 Pkt. |
| Neunter  | Robert Hunter          | 17 Pkt. |
| Zehnter  | Thor Hushovd           | 16 Pkt. |
| 11.      | Geraint Thomas         | 15 Pkt. |
| 12.      | Lloyd Mondory          | 14 Pkt. |
| 13.      | Mark Renshaw           | 13 Pkt. |
| 14.      | Brett Lancaster        | 12 Pkt. |
| 15.      | Jürgen Roelandts       | 11 Pkt. |
| 16.      | Matthieu Ladagnous     | 10 Pkt. |
| 17.      | Samuel Dumoulin        | 9 Pkt.  |
| 18.      | Roger Kluge            | 8 Pkt.  |
| 19.      | Yukiya Arashiro        | 7 Pkt.  |
| 20.      | Luke Roberts           | 6 Pkt.  |
| 21.      | George Hincapie        | 5 Pkt.  |
| 22.      | Cadel Evans            | 4 Pkt.  |
| 23.      | Matti Breschel         | 3 Pkt.  |
| 24.      | Sébastien Minard       | 2 Pkt.  |
| 25.      | Fabian Wegmann         | 1 Pkt.  |

## Bergwertungen
- Côte de Bouhy, Kategorie 4 (Kilometer 69,5) (349 m; 2,9 km à 4,0 %)

| Erster  | Mathieu Perget | 3 Pkt. |
| Zweiter | Sebastian Lang | 2 Pkt. |
| Dritter | Rubén Pérez    | 1 Pkt. |
- Côte de La Chapelle-Saint-André, Kategorie 4 (Kilometer 91,5) (305 m; 2,1 km à 4,3 %)

| Erster  | Mathieu Perget | 3 Pkt. |
| Zweiter | Rubén Pérez    | 2 Pkt. |
| Dritter | Sebastian Lang | 1 Pkt. |
- Côte de Montarons, Kategorie 4 (Kilometer 179,5) (425 m; 3,6 km à 3,6 %)

| Erster  | Mathieu Perget | 3 Pkt. |
| Zweiter | Sebastian Lang | 2 Pkt. |
| Dritter | Rubén Pérez    | 1 Pkt. |
- Côte de la Croix de l’Arbre, Kategorie 4 (Kilometer 204,5) (418 m; 2,3 km à 4,5 %)

| Erster  | Mathieu Perget   | 3 Pkt. |
| Zweiter | Sebastian Lang   | 2 Pkt. |
| Dritter | Dimitri Champion | 1 Pkt. |